# Franja de Aragón

Lage der Franja de Aragón

Der Begriff Franja de Aragón (Spanisch) bzw. Franja de Ponent (Katalanisch), auch Franja d’Aragó, Franja de Llevant oder Franja Oriental, bezeichnet das an Katalonien angrenzende, überwiegend katalanischsprachige Gebiet im Osten der Autonomen Gemeinschaft Aragonien in Spanien.
Aus nationalistisch-katalanischer Sicht zählt die Franja de Ponent zu den Països Catalans, den katalanisch(sprachig)en Ländern.

## Lage

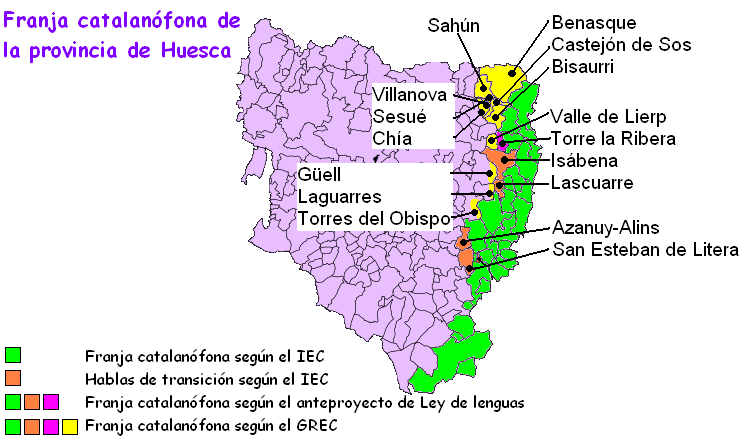
Unterschiedliche Abgrenzungen der Franja in der Provinz Huesca

Zur Franja de Aragón werden herkömmlich (insgesamt oder in Teilen) die Comarcas Ribagorza, La Litera, Bajo Cinca, Bajo Aragón-Caspe, Bajo Aragón und Matarraña gerechnet. Nach dem Anhang zu dem nicht verabschiedeten Aragonesischen Sprachengesetz sollen ihr 62 Gemeinden mit rund 47.000 Einwohnern angehören, das Institut d’Estudis Catalans nimmt hiervon fünf Gemeinden aus, während andere Definitionen Gebiete hinzufügen. Umstritten ist vor allem die Zuordnung der Gemeinden des Tals von Benasque, in denen traditionell ein aragonesisch-katalanischer Übergangsdialekt, das Benasqués oder Patués, gesprochen wird.
Als katalanischsprachig gelten danach folgende Gemeinden:

### Provinz Huesca
Albelda, Alcampell, Altorricón, Arén, Azanuy-Alins, Baélls, Baldellou, Benabarre, Beranuy, Bonansa, Camporrells, Castigaleu, Castillonroy, Estopiñán del Castillo, Fraga, Isábena, Lascuarre, Laspaúles, Monesma y Cajigar, Montanuy, Peralta de Calasanz, Puente de Montañana, San Esteban de Litera, Sopeira, Tamarite de Litera, Tolva, Torre la Ribera, Torrente de Cinca, Velilla de Cinca, Vencillón, Viacamp y Litera, Zaidín

### Provinz Saragossa
Fabara, Fayón, Maella, Mequinenza, Nonaspe

### Provinz Teruel
Aguaviva, Arens de Lledó, Beceite, Belmonte de San José, Calaceite, Cretas, Fórnoles, Fuentespalda, La Cañada de Verich, La Cerollera, La Codoñera, La Fresneda, La Ginebrosa, La Portellada, Lledó, Mazaleón, Monroyo, Peñarroya de Tastavins, Ráfales, Torre de Arcas, Torre del Compte, Torrevelilla, Valdeltormo, Valderrobres, Valjunquera

## Herkunft der Bezeichnung
Die Bezeichnung Franja de Aragón (Streifen von Aragonien) ist seit 1985 im Gebrauch, nachdem seit 1929 die Bezeichnung Marques de Ponent und seit den 1970er Jahren die Bezeichnung Franja de Ponent verwendet worden waren.

## Sprachstatus

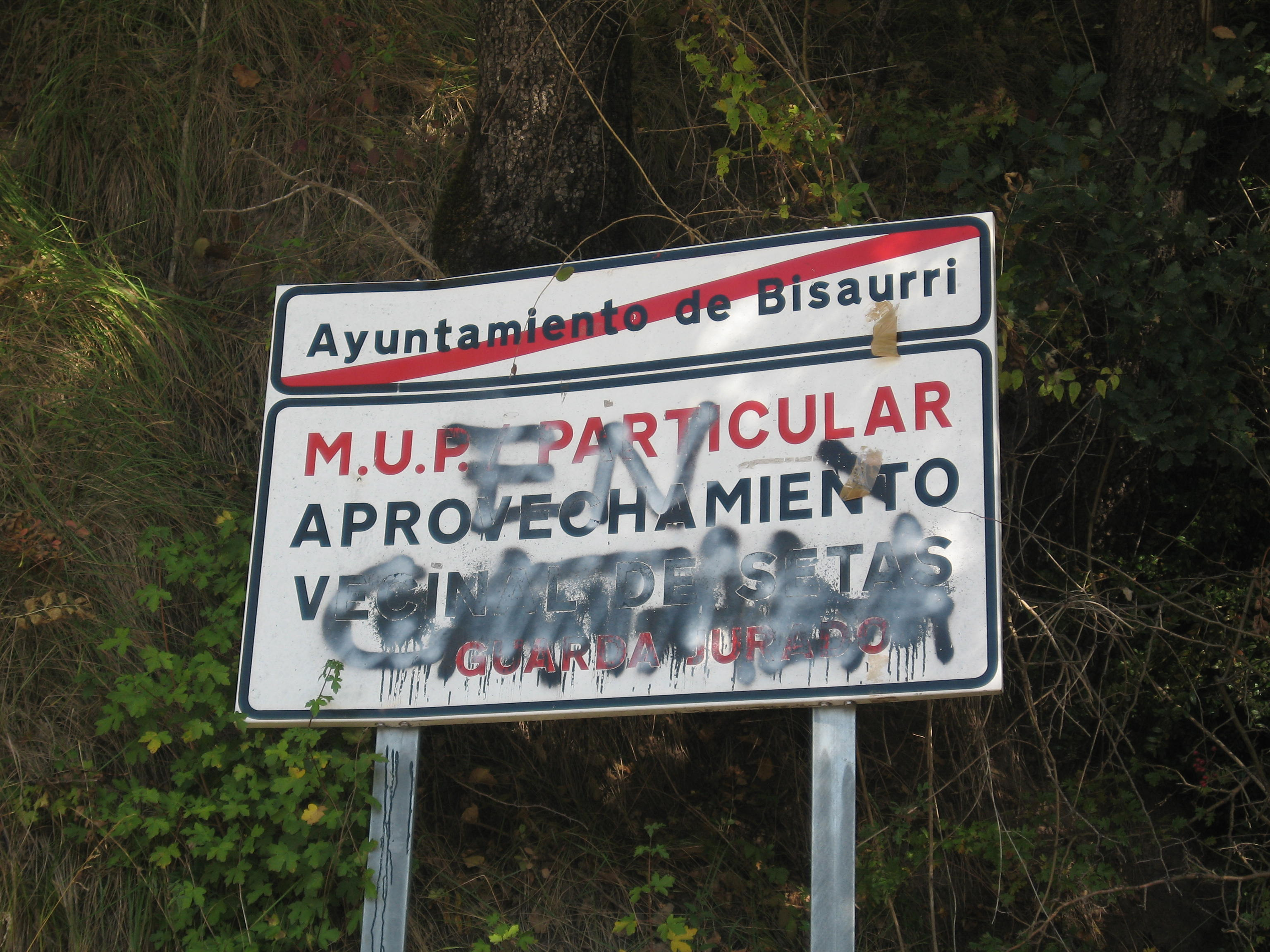
Übermaltes Straßenschild in der Franja

In den 62 als katalanischsprachig angesehenen Gemeinden genießt das Katalanische Schutz als Unterrichts- und Verwaltungssprache.